# Sd.Kfz.250
Leichter Schützenpanzerwagen Sd.Kfz.250 (le.SPW SdKfz.250) – niemiecki lekki półgąsienicowy transporter opancerzony używany w czasie II wojny światowej przez armię niemiecką i niektórych sojuszników. Budowany był od czerwca 1940 roku w dwóch wersjach produkcyjnych (starszej i nowszej) oraz kilkunastu odmianach.
Transportery napędzane były sześciocylindrowymi silnikami gaźnikowymi Maybach HL 42 TRKM o pojemności 4,2 l i mocy 73,6 kW (100 KM), co umożliwiało osiągnięcie prędkości 65 km/h na drodze. Zasięg wozu na drodze wynosił 320 km.
Grubość blach opancerzenia przedniej części wynosiła 14,5 mm, boków 8 mm. Pojazd miał odkryty od góry przedział bojowy oraz pojedyncze drzwi w tylnej płycie kadłuba. Standardowe uzbrojenie składało się z jednego karabinu MG 34.

## Wersje produkcyjne
Transporter budowano z dwiema wersjami kadłuba:
- Alt (stara): podstawowa, z podciętymi, łamanymi burtami i łamaną przednią płytą kadłuba. Model wytwarzany do 1943
- Neu (nowa): uproszczona, z płaskimi burtami i płaską przednią płytą kadłuba (wzorowano się na Sd.Kfz.251 Ausf. D). Model posiadał również wbudowane zasobniki.

## Odmiany
- Sd.Kfz. 250/1 – podstawowa wersja z jednym karabinem maszynowym MG 34 i możliwością montażu drugiego, służąca jako transporter piechoty

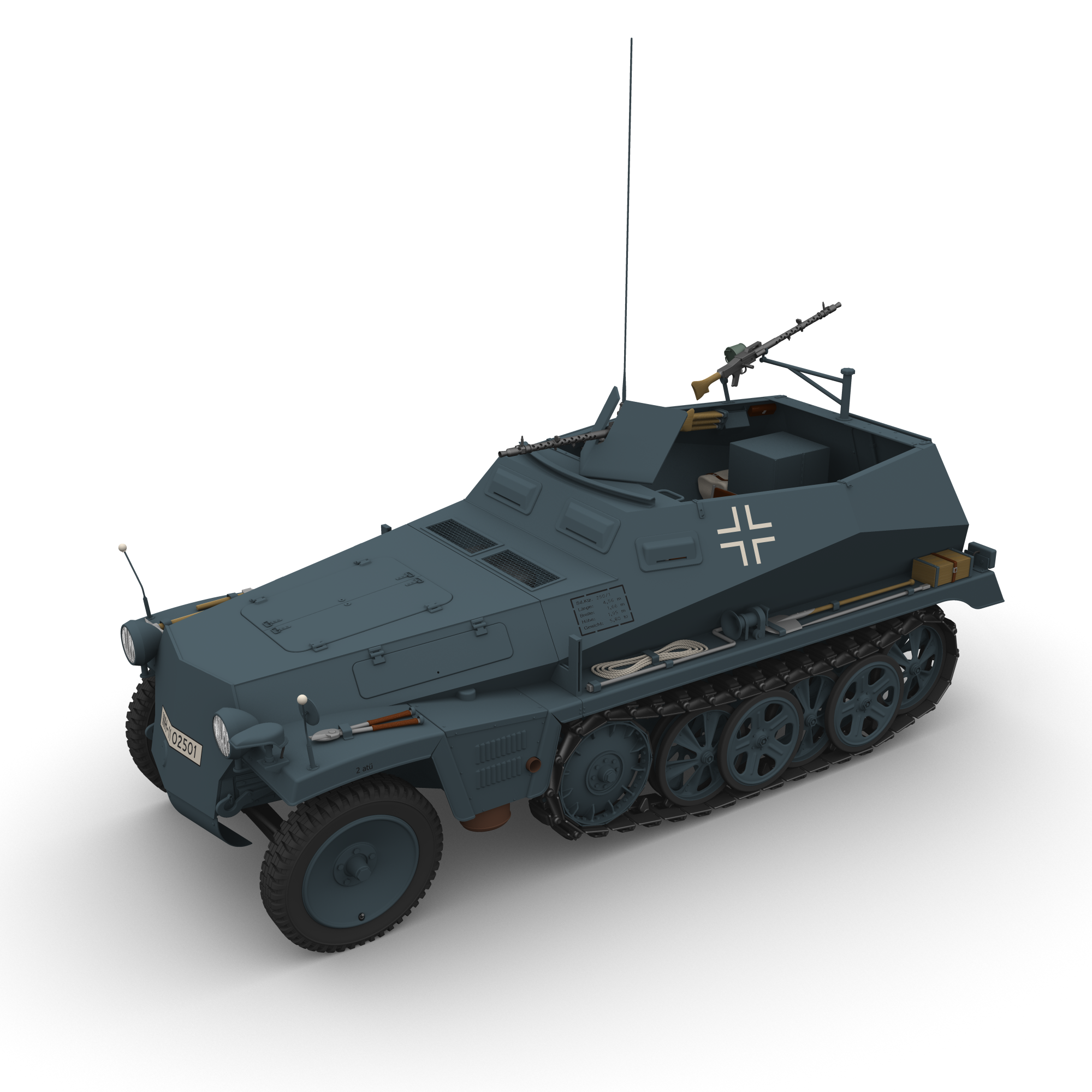
Sd.Kfz. 250/1 (alt)
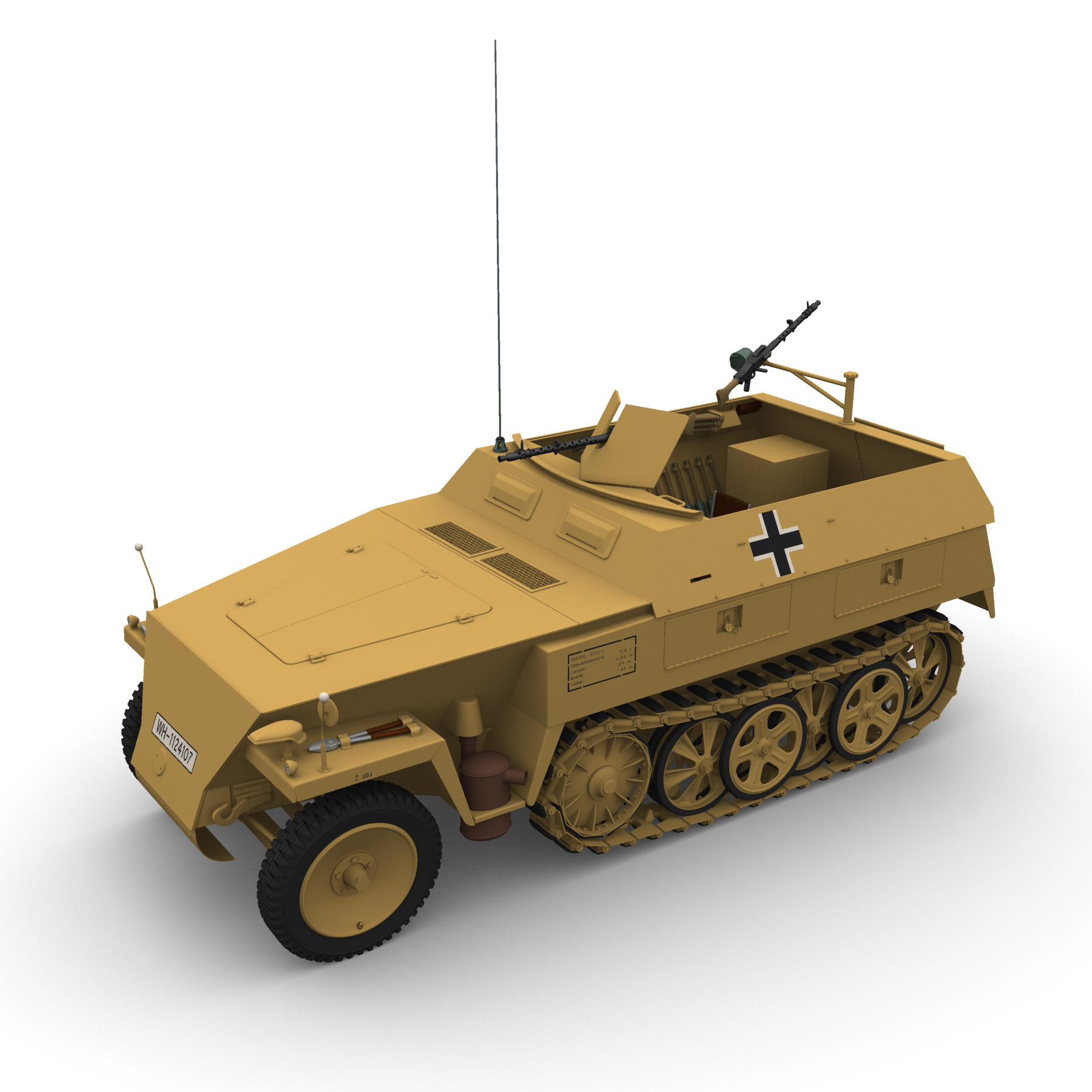
Sd.Kfz. 250/1 (neu)
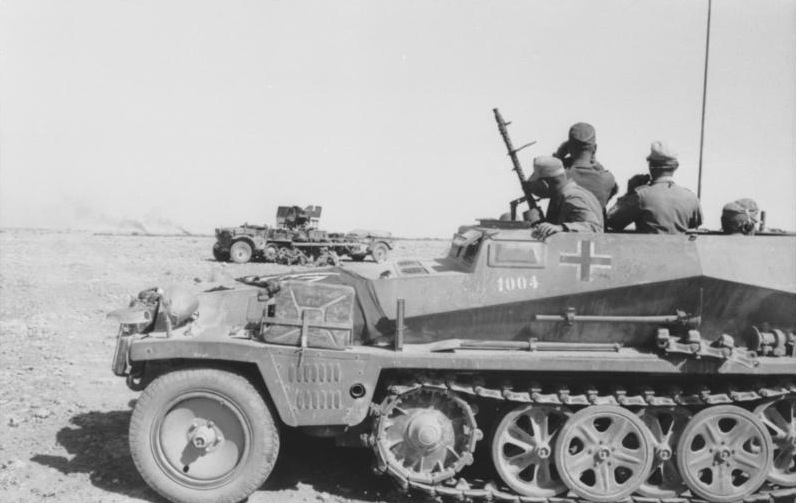
Sd.Kfz. 250/1 (alt) Afrika Korps

- Sd.Kfz. 250/2 – ruchoma stacja telefoniczna dla jednostek łączności z zamontowanym bębnem do rozciągania polowych linii telefonicznych

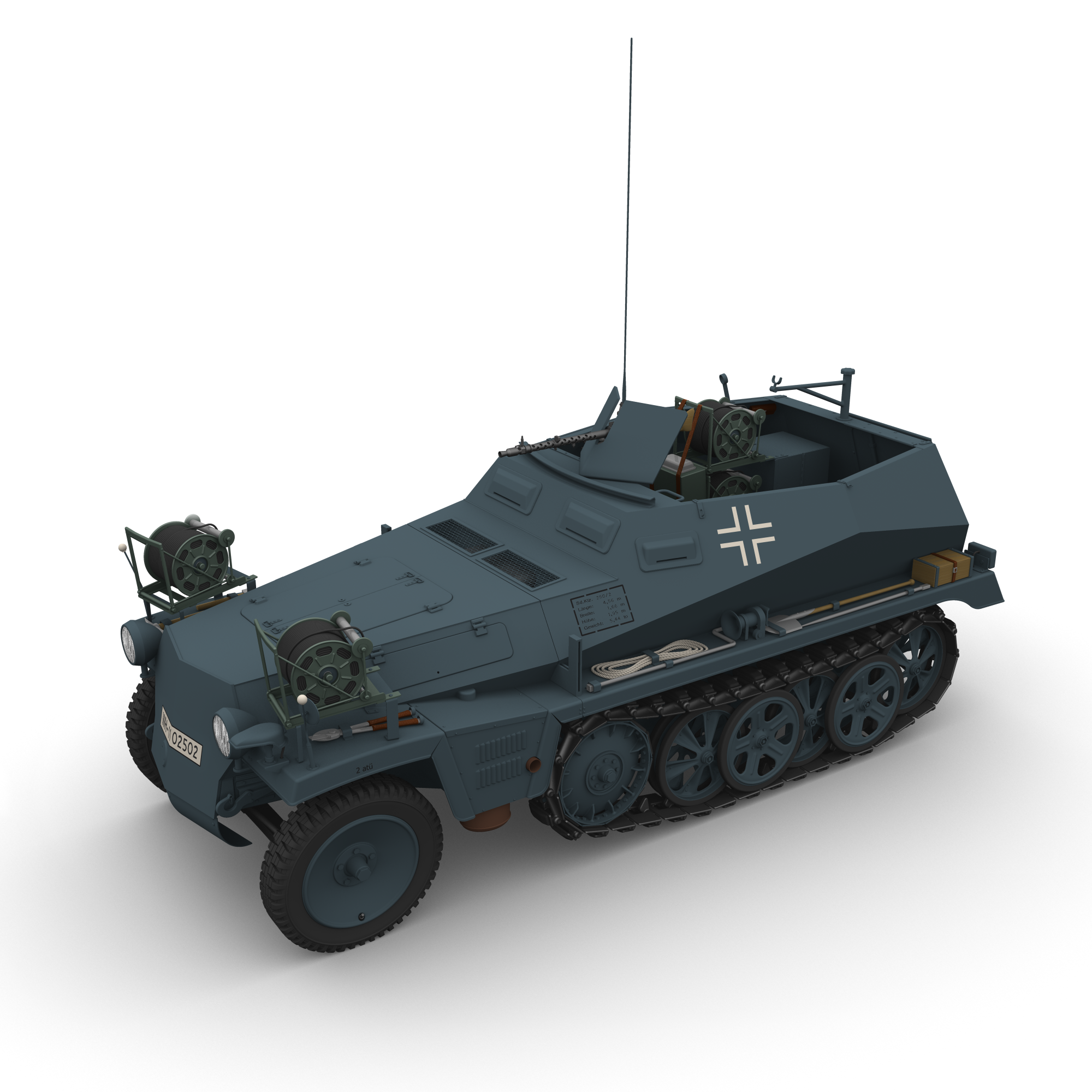
Sd.Kfz. 250/2 (alt)

- Sd.Kfz. 250/3 – pojazd dowodzenia z radiostacją, z anteną ramową, późne modele z anteną typu gwiazda

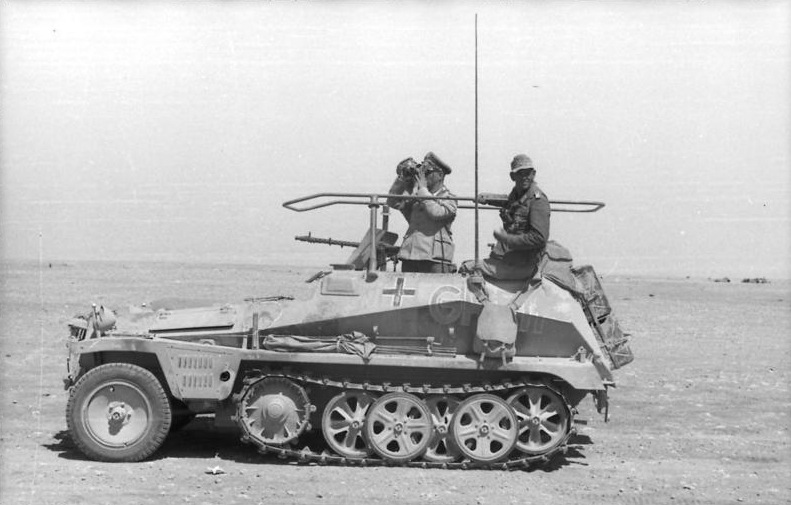
Sd.Kfz. 250/3 (alt)
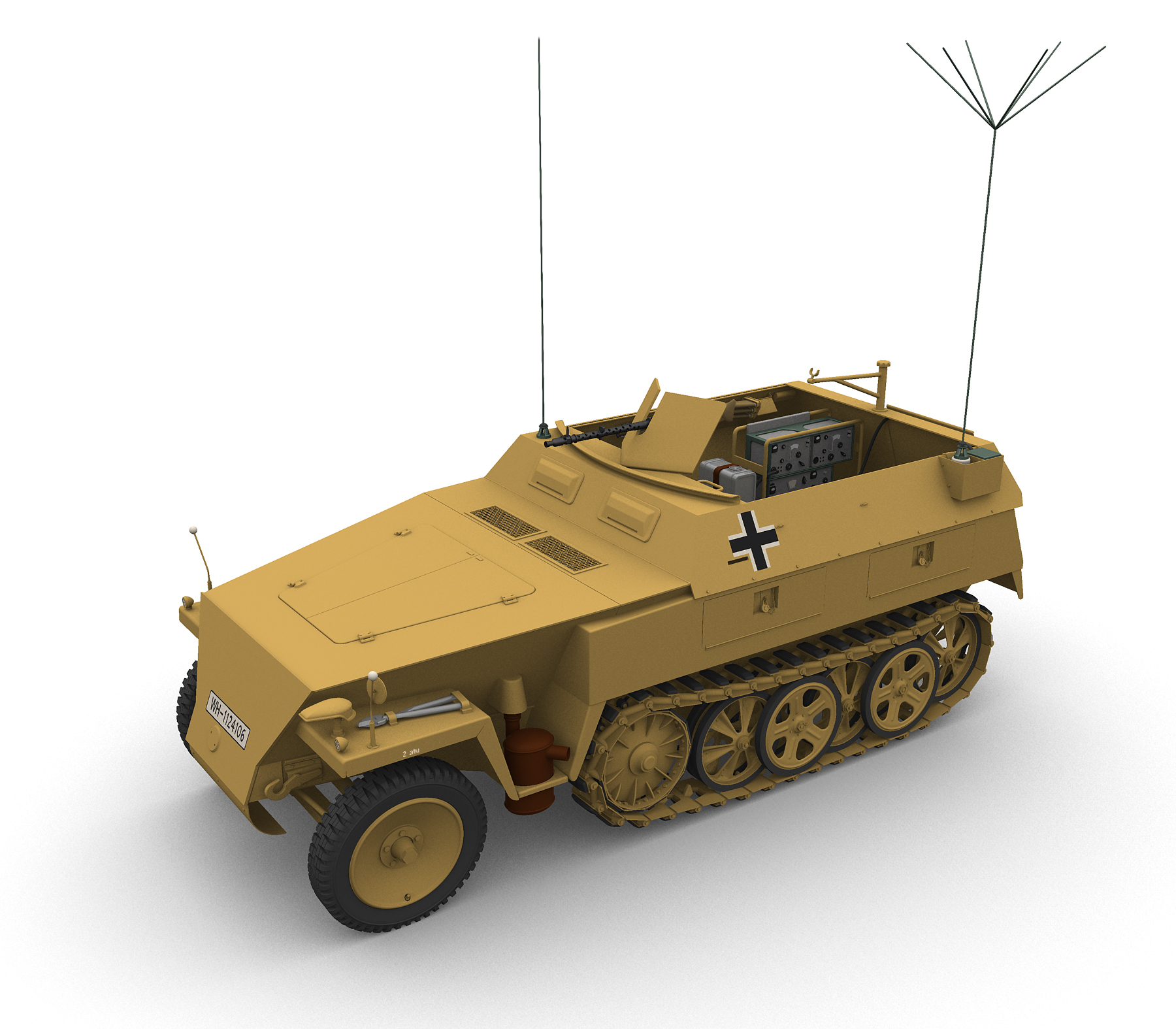
Sd.Kfz. 250/3 (neu)

- Sd.Kfz. 250/4 – pojazd dowodzenia obroną przeciwlotniczą
- Sd.Kfz. 250/5 – pojazd obserwacyjny dla artylerii
- Sd.Kfz. 250/6 – transporter amunicji
- Sd.Kfz. 250/7 – pojazd wsparcia uzbrojony w moździerz kalibru 80 mm
- Sd.Kfz. 250/8 – pojazd wsparcia uzbrojony w krótkolufową armatę kalibru 75 mm

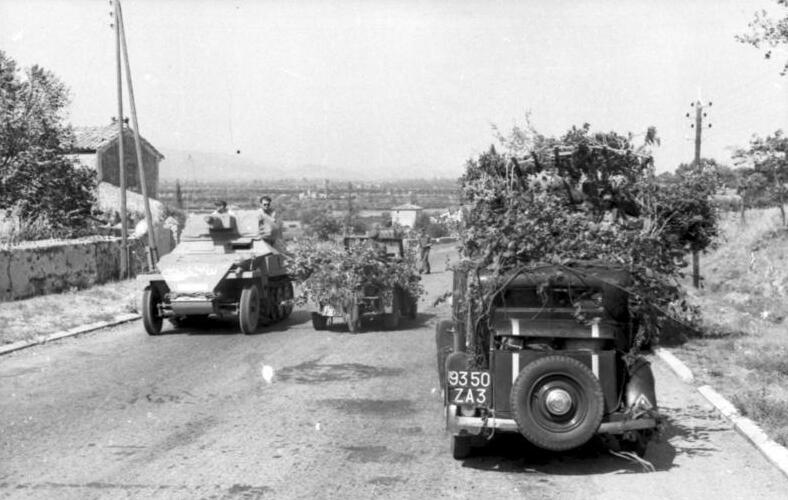
Sd.Kfz. 250/8

- Sd.Kfz. 250/9 – półgąsienicowy opancerzony samochód rozpoznawczy, z działkiem 20 mm w obrotowej wieży

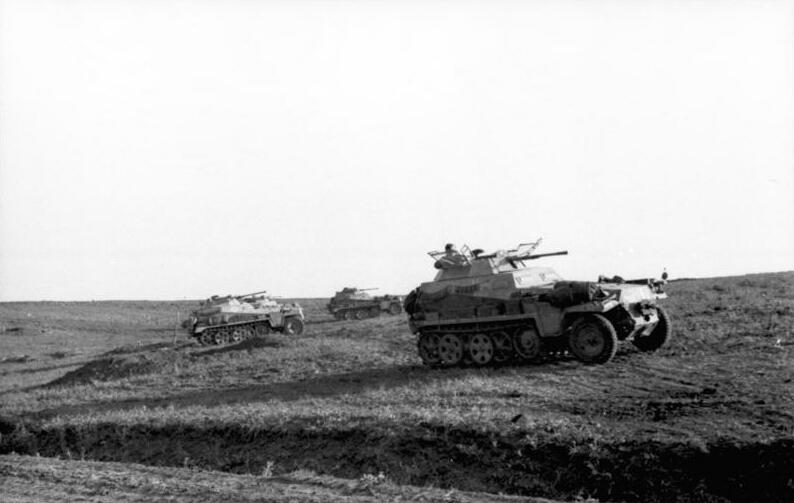
Sd.Kfz. 250/9 (alt)
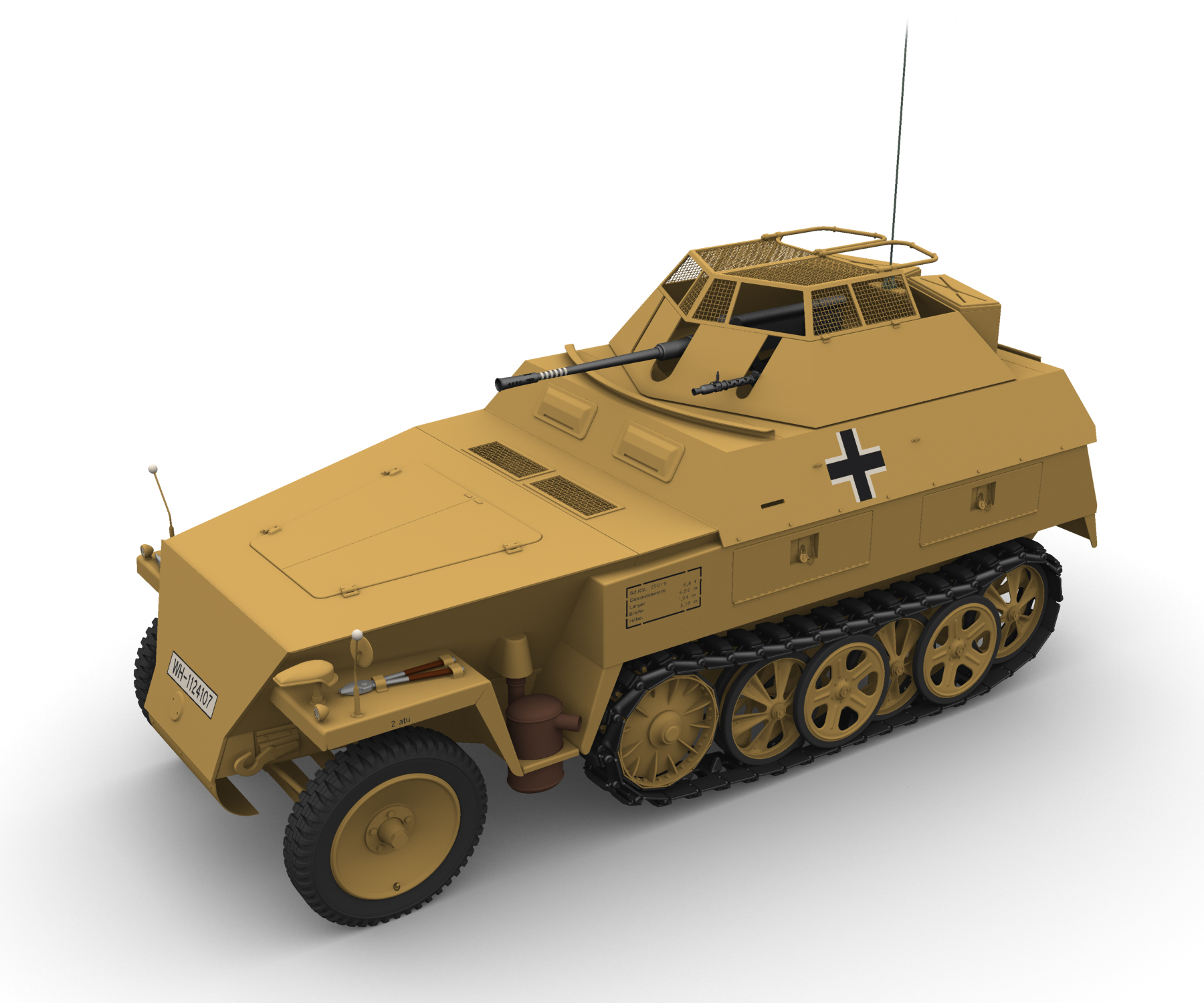
Sd.Kfz. 250/9 (neu)

- Sd.Kfz. 250/10 – pojazd z armatą 37 mm
- Sd.Kfz. 250/11 – pojazd uzbrojony w armatę przeciwpancerną Schwere Panzerbuchse 41 kal. 28 mm
- Sd.Kfz. 250/12 – pojazd pomiarowy artylerii przeznaczony do wykrywania celów
- Sd.Kfz.252 – transporter amunicji, całkowicie opancerzony

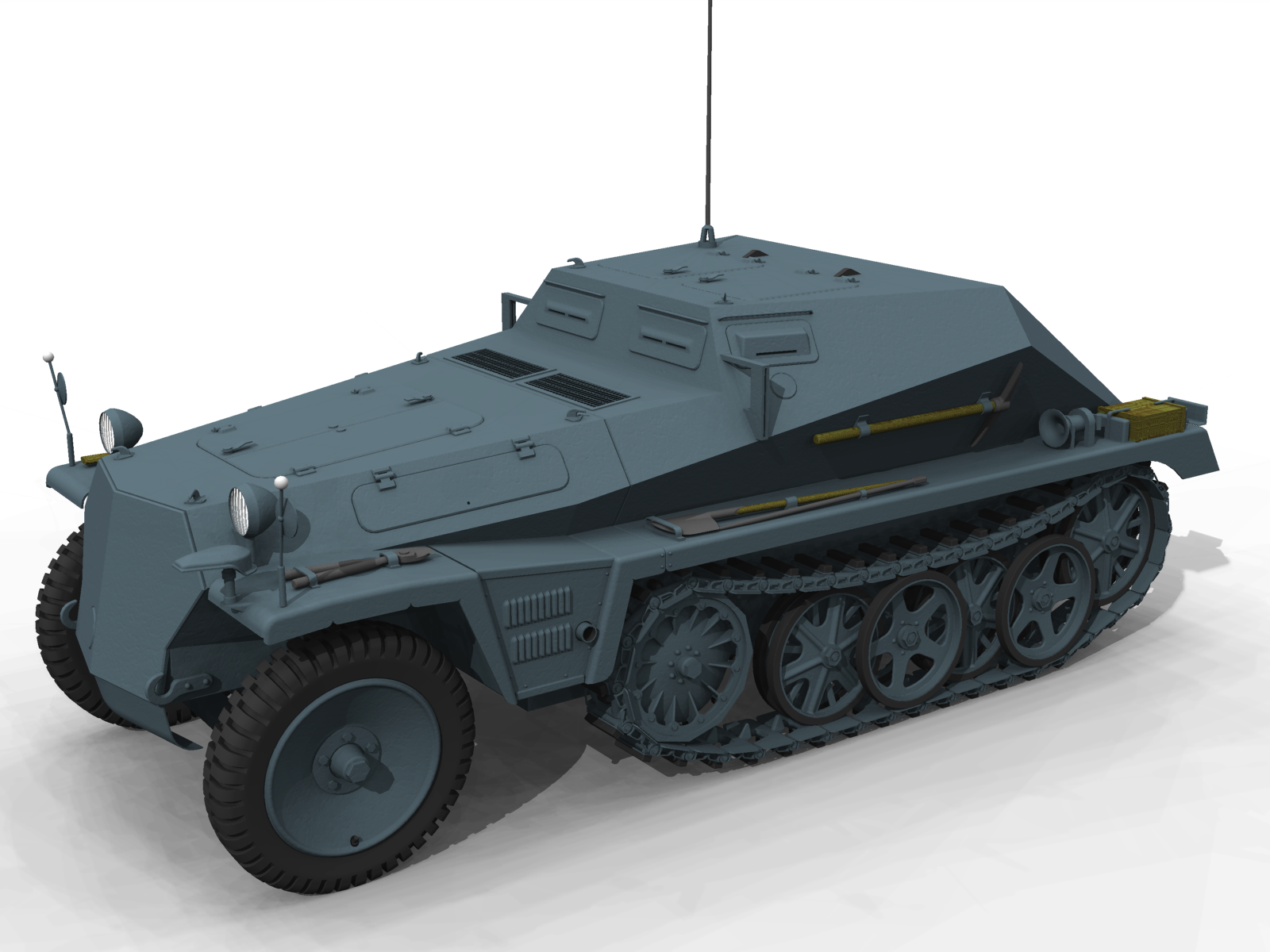
Sd.Kfz.252

- Sd.Kfz.253 – pojazd obserwacyjny dla artylerii, całkowicie opancerzony

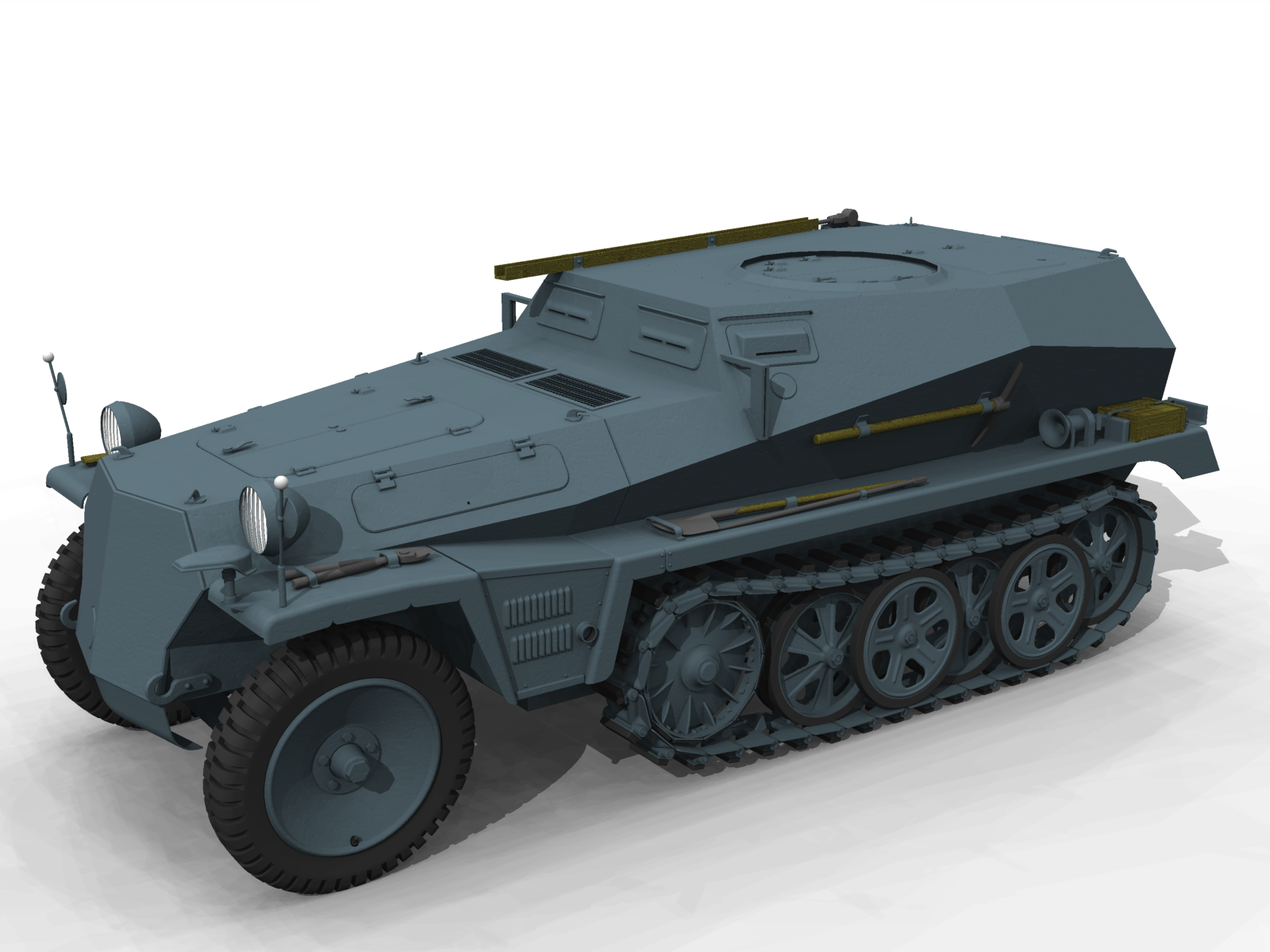
Sd.Kfz.253

## Użycie

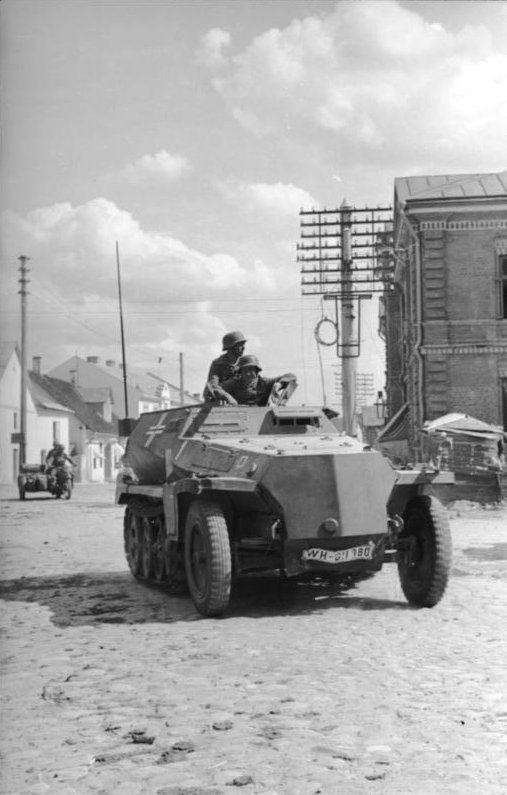
Niemiecki transporter opancerzony Sd.Kfz.250 w drodze w jednym z miast na Łotwie, czerwiec 1941 roku

Sd.Kfz 250/1 zaprojektowany jako lekki transporter opancerzony piechoty był najczęściej wykorzystywany do przewożenia 4 żołnierzy i prowadzenia zwiadu. Jego dwa karabiny MG 34 i lekki pancerz zapewniał pewną ochronę przed napotkanym wrogiem. Przewoził również przeszło 2000 sztuk amunicji. Wykorzystywany głównie w dywizjach pancernych i grenadierów pancernych.
Zdobyczne pojazdy używane były w niewielkich ilościach m.in. przez Armię Czerwoną i Ludowe Wojsko Polskie, głównie w jednostkach rozpoznawczych.